# Жобен, Рауль
Рауль Жобен CC (настоящее имя Жозеф Ромео Жобен, 8 апреля 1906, Квебек — 13 января 1974, там же) — франкоканадский оперный певец и музыкальный педагог XX века, героический тенор, «Золотой голос Квебека».

## Биография
Жозеф Ромео Жобен родился в городе Квебеке (Канада) в 1906 году. Его отец содержал таверну в рабочем районе Сен-Совер. В течение примерно десяти лет мальчик пел в церковном хоре. Он брал уроки у баритона Луи Гравеля, а затем, с 1924 по 1928 год, учился в Университете Лаваля у Эмиля Ларошеля. Продолжил образование в Париже, в Institut grégorien de Paris, брал уроки вокала и актёрского мастерства. Его голос привлек внимание Анри Бюссе, который в свою очередь представил его директору Парижской оперы Жаку Руше. Руше предложил Жобену контракт.
В 1930 году Жобен ненадолго возвращается в Квебек, где дает несколько концертов и женится на сопрано Терезе Друан, а затем снова едет в Париж. Там он дебютирует в мае в Théâtre des Champs-Élysées в оратории Листа Christus. Его дебют в Парижской опере состоялся в июле того же года в роли Тибальта в «Ромео и Джульетте» Гуно. К этому моменту он уже взял сценический псевдоним Рауль, в честь персонажа «Гугенотов» Мейербера. В декабре 1930 года Жобен исполняет партию Герцога в «Риголетто» — первую главную партию в карьере. Всего за сезон 1930—31 годов он выступает 111 раз в различных операх. Он также выступает с оркестром Колонна, исполняя вокальные партии в Девятой симфонии и «Торжественной мессе» Бетховена и в Реквиеме Берлиоза. Из-за болезни матери он возвращается в Квебек осенью 1931 года и остается там до 1934 года. В эти годы он выступает в Квебеке и Монреале с концертами и в оперных постановках различных трупп.
В 1934 году Жобен снова появляется во Франции, в июле выступив в «Риголетто» на сцене Парижской оперы. Два года он проводит в Бордо, выступает с гастролями в других городах Франции, а потом возвращается в Париж, где выступает с труппами Государственной оперы и Опера-Комик. Он исполняет, среди прочих, партии Ромео, Рауля, Фауста (в одноименной опере Гуно), Хосе («Кармен»), Вертера (в одноименной опере Массне), Марио («Тоска»), де Гриё («Манон Леско» Пуччини), Джеральда («Лакме» Делиба), Гофмана («Сказки Гофмана» Оффенбаха) и Жюльена («Луиза» Шарпантье). В премьерной постановке «Пармской обители» Соге Жобен исполняет партию Фабриса. Его зарубежные гастроли проходят в Нидерландах, Италии и в Испании, во время гражданской войны.
В конце 30-х и 40-е годы Жобен выступает в первую очередь в Северной и Южной Америке. С Метрополитен-Опера он записывает «Фауста» в 1943 году, «Паяцев» в 1944-м и, также в 1944-м, «Сказки Гофмана». Заметными вехами в карьере стали исполнение в 1940 году «Царя Эдипа», постановкой которого дирижировал сам автор, Игорь Стравинский, и роли Пеллеаса в канадской премьере «Пеллеаса и Мелизанды» на Монреальском фестивале 1943 года (дирижёр Вильфрид Пеллетье). В летние месяцы Жобен выступал в Рио-де-Жанейро и в Театре Колон в Буэнос-Айресе.
В 1947 году, после окончания войны, Жобен снова появляется на оперных подмостках Парижа, где поет партии Лоэнгрина (свою первую крупную вагнеровскую роль), Радамеса («Аида»), Хосе, Вальтера («Нюрнбергские мейстерзингеры» Вагнера). В последующие годы его гастроли, помимо Северной и Южной Америки, охватывают также и Африку. Он продолжает выступать до 1958 года, завершив сценическую карьеру выходом в роли Улисса в «Пенелопе» Форе.
Вернувшись в Канаду, Жобен продолжает выступать в концертах и рециталах с разными оркестрами и на радио, но к 1960 году концертная деятельность постепенно сходит на нет. С 1957 года он преподает в Квебекской консерватории, с 1961 по 1970 год являясь директором её монреальского отделения (сменил на этом посту Анри Ганьона). С 1961 по 1964 год он входит в состав Совета Канады по вопросам искусства.
Рауль Жобен умер в Квебеке в начале 1974 года.

## Признание заслуг
Жобен, которого называли «Золотым голосом Квебека», считается лучшим исполнителем теноровых партий своего времени во французских операх. Лучше всего ему удавались крупные роли, соответствовавшие его яркому голосу, сценическим способностям и темпераменту. Вскоре после его смерти французский критик Жан Гури писал: 

Рауль Жобен был несомненно одним из знаменитейших теноров французской традиции последних десятилетий. Его голос, с его высокоиндивдуальным тембром, не итальянским и не северным, но пронизанным теплым ароматом канадской земли, был способен на удивительные динамические вариации... Рауль Жобен был представителем великой певческой традиции, никогда не жертвовавшим музыкой в угоду эмоциям и всегда в высшей степени сдержанным.
Рауль Жобен — кавалер Ордена Почетного Легиона (Франция, 1951) и компаньон Ордена Канады (1967). В 1952 году он стал почетным доктором музыки Университета Лаваля. В 1985 году Опера Квебека учредила стипендию имени Рауля Жобена, присуждаемую студентам музыкальных специальностей Университета Лаваля или Conservatoire de musique et d'art dramatique du Québec. В 1989 году в честь Жобена был назван главный зал в Palais Montcalm, центральном оперном центре Квебека.